# Alvarez Glacier
Alvarez Glacier är en glaciär i Antarktis. Den ligger i Östantarktis. Nya Zeeland gör anspråk på området. Alvarez Glacier ligger 206 meter över havet.
Terrängen runt Alvarez Glacier är varierad. Trakten är obefolkad. Det finns inga samhällen i närheten. 